# أسني (إيطاليا)
أسني (بالسردينية: Asùni) هي بلدية (كومونا) في مقاطعة أرستانو الإيطالية، وتقع في منطقة سردينيا، تقع أسني على بُعد حوالي 70 كم (43 ميل) شمال مدينة كالياري وحوالي 30 كم (19 ميل) شرق مدينة أرستانو؛ حسب التعداد السكاني في 31 كانون الأول (ديسمبر) 2004، فإن عدد سكانها 416 نسمة، وتبلغ مساحتها 21.2 كيلومتر مربع (8.2 ميل مربع). وتحد بلدية أسني هذه البلديات: لاكوني، ورويناس، وسامغيو، وسينس، وفيلا سانت أنطنيو.